# Aziz Ganiev
Azizjon Ganiev, ou plus simplement Aziz Ganiev, né le 22 février 1998 à Jizzakh, est un footballeur international ouzbek qui évolue au poste de milieu de terrain au Nasaf Qarshi.

## Biographie

### En club
Aziz Ganiev participe à plusieurs reprises à la Ligue des champions d'Asie.

### En sélection
Avec les moins de 23 ans, il participe à deux reprises au championnat d'Asie des moins de 23 ans, en 2018 puis en 2020. Lors de l'édition 2018, il se met en évidence en délivrant une passe décisive face au Japon en quart de finale, puis en inscrivant un but face à la Corée du Sud en demi-finale. L'Ouzbékistan l'emporte en finale face au Vietnam. Par la suite, lors de l'édition 2020, il délivre une passe décisive en phase de poule contre la Corée du Sud.
Ganiev reçoit sa première sélection en équipe d'Ouzbékistan le 14 novembre 2017, à l'occasion d'un match amical face aux Émirats arabes unis (défaite 1-0).

## Palmarès
- Vainqueur du championnat d'Asie des moins de 23 ans en 2018 avec l'équipe d'Ouzbékistan des moins de 23 ans
- Vice-champion d'Ouzbékistan en 2017 avec le Nasaf Qarshi